# Петлиха (посёлок)
Петлиха — посёлок в Усть-Пристанском районе Алтайского края. Входит в состав Нижнегусихинского сельсовета.

## История
Возник как посёлок 3-го отделения совхоза «Пристанский»

## Население
| 1997 | 1998 | 1999 | 2000 | 2001 | 2002 | 2003 | 2004 | 2005 | 2006 | 2007 |
| ---- | ---- | ---- | ---- | ---- | ---- | ---- | ---- | ---- | ---- | ---- |
| 101  | ↘94  | ↘90  | ↘88  | ↗90  | ↘89  | ↘87  | ↘68  | ↘67  | ↘61  | ↗62  |
| 2008 | 2009 | 2010 | 2011 | 2012 | 2013 |      |      |      |      |      |
| ↗64  | ↘59  | ↗60  | →60  | ↗62  | ↘57  |      |      |      |      |      |

Национальный состав
Согласно результатам переписи 2002 года, в национальной структуре населения русские составляли 99 %.